# Pistunina
Pistunina is een plaats (frazione) in de Italiaanse gemeente Messina.